# Clube Desportivo Trofense
Il Clube Desportivo Trofense ('klub(ɨ) dɨʃpuɾ'tivu tru'fẽs(ɨ)), meglio conosciuto come Trofense, è una società calcistica portoghese con sede nella città di Trofa. Gioca nella Terceira Liga, è stata fondata nel 1930 e i suoi colori sono il rosso e il blu.
Nel 2007-08, arrivando prima nella Segunda Liga, il Trofense ha guadagnato la prima promozione di sempre nella Superliga portoghese, retrocedendo tuttavia dopo un solo anno di permanenza nella massima divisione nazionale.

## Cronistoria
| Stagione | Div. | Pos. | Pl. | V  | P  | S  | GF | GS | P  | Coppa         | Coppa di lega  | Notes      |
| -------- | ---- | ---- | --- | -- | -- | -- | -- | -- | -- | ------------- | -------------- | ---------- |
| 1992–93  | 2DS  | 15   | 32  | 8  | 11 | 13 | 31 | 43 | 27 |               |                |            |
| 1993–94  | 3DS  | 3    | 34  | 16 | 13 | 6  | 61 | 24 | 45 |               |                |            |
| 1998–99  | 2DS  | 4    | 34  | 17 | 11 | 6  | 49 | 33 | 62 | Secondo turno |                |            |
| 1999–00  | 2DS  | 10   | 38  | 12 | 8  | 14 | 47 | 53 | 44 | Terzo turno   |                |            |
| 2000–01  | 2DS  | 18   | 32  | 10 | 11 | 17 | 35 | 53 | 41 | Secondo turno |                | Retrocesso |
| 2001–02  | 3DS  | 4    | 34  | 15 | 10 | 7  | 50 | 33 | 55 | Primo turno   |                |            |
| 2002–03  | 3DS  | 2    | 36  | 20 | 10 | 6  | 58 | 32 | 70 | Quarto turno  |                | Promosso   |
| 2003–04  | 2DS  | 5    | 36  | 15 | 10 | 11 | 51 | 46 | 55 | Secondo turno |                |            |
| 2004–05  | 2DS  | 15   | 38  | 13 | 10 | 15 | 46 | 48 | 49 | Terzo turno   |                |            |
| 2005–06  | 2DS  | 1    | 26  | 15 | 7  | 4  | 44 | 22 | 52 | Terzo turno   |                | Promosso   |
| 2006-07  | 2H   | 11   | 30  | 9  | 9  | 12 | 27 | 26 | 36 | Terzo turno   |                |            |
| 2007-08  | 2H   | 1    | 30  | 13 | 13 | 4  | 35 | 22 | 52 | Terzo turno   | Secondo turno  | Promosso   |
| 2008-09  | 1D   | 16   | 30  | 5  | 17 | 5  | 25 | 42 | 24 | Quinto turno  | Secondo turno  | Retrocesso |
| 2009-10  | 2H   | 6    | 30  | 13 | 11 | 6  | 44 | 45 | 45 | Secondo turno | Secondo girone |            |
| 2010-11  | 2H   | 3    | 30  | 15 | 6  | 9  | 41 | 27 | 54 | Secondo turno | Primo gruppo   |            |
| 2011-12  | 2H   | 7    | 30  | 11 | 6  | 13 | 36 | 45 | 39 | Terzo turno   | Primo gruppo   |            |
| 2012-13  | 2H   | 19   | 42  | 9  | 13 | 20 | 41 | 60 | 40 | Secondo turno | Primo gruppo   |            |

Div. = Division; 1D = Primeira Liga; 2H = Segunda Liga; 2DS = Segunda Divisão; 3DS = Terceira Divisão

Pos. = Posizione; Pl = Incontri giocati; V = Vittoria; P = Pareggio; S = Sconfitta; GF = Goal Fatti; GS = Goal Subiti; P = Punti

## Allenatori
- José Domingos (1993-1994)
- Nicolau Vaqueiro (1994)
- Sá Pereira (1995-1996)
- Nicolau Vaqueiro (1996-1999)
- Jorge Regadas (1999-2000)
- Maki (2003-2005)
- Daniel Ramos (2005-2007)
- Toni (2007-2008)
- Tulipa (2008-2009)

- Vítor Oliveira (2009-2010)
- Daniel Ramos (2010)
- Porfírio Amorim (2010-2011)
- António Sousa (2011)
- João Eusébio (2011-2012)
- Professor Neca (2012)
- Micael Sequeira (2012-2013)
- Luís Diogo (2013-)

## Rosa 2023-2024
Aggiornata al 16 febbraio 2024.
| N. |                         | Ruolo | Calciatore        |
| -- | ----------------------- | ----- | ----------------- |
| 1  | Portogallo (bandiera)   | P     | Tiago Silva       |
| 4  | Ruanda (bandiera)       | D     | Ange Mutsinzi     |
| 5  | Burkina Faso (bandiera) | C     | Abdoul Bandaogo   |
| 6  | Portogallo (bandiera)   | C     | Martim Maia       |
| 7  | Portogallo (bandiera)   | C     | Traquina          |
| 8  | Portogallo (bandiera)   | C     | Andrezinho        |
| 10 | Angola (bandiera)       | C     | Vanilson          |
| 11 | Angola (bandiera)       | C     | Daniel Liberal    |
| 14 | Portogallo (bandiera)   | D     | Simão Martins     |
| 16 | Angola (bandiera)       | C     | Benedito Mukendi  |
| 17 | Mali (bandiera)         | C     | Issoufi Maïga     |
| 18 | Brasile (bandiera)      | C     | Welves            |
| 19 | Paesi Bassi (bandiera)  | A     | Stevy Okitokandjo |
| 21 | Portogallo (bandiera)   | D     | Marcos Valente    |

| N. |                       | Ruolo | Calciatore       |
| -- | --------------------- | ----- | ---------------- |
| 27 | Portogallo (bandiera) | P     | Miguel Santos    |
| 29 | Portogallo (bandiera) | C     | Vasco Rocha      |
| 30 | Angola (bandiera)     | C     | Djalma Campos    |
| 33 | Brasile (bandiera)    | A     | Pachu            |
| 36 | Brasile (bandiera)    | D     | Caio Marcelo     |
| 44 | Portogallo (bandiera) | D     | Rúben Pereira    |
| 48 | Portogallo (bandiera) | D     | Tiago Manso      |
| 55 | Portogallo (bandiera) | C     | Tiago André      |
| 56 | Portogallo (bandiera) | C     | Eduardo Schürrle |
| 57 | Brasile (bandiera)    | D     | Pablo Maldini    |
| 85 | Portogallo (bandiera) | C     | Vilson Caleir    |
| 97 | Portogallo (bandiera) | C     | Youcef Bechou    |
|    | Portogallo (bandiera) | D     | Duarte Carvalho  |
|    | Brasile (bandiera)    | C     | Mateus Sarará    |

## Rosa 2022-2023
Aggiornata al 18 ottobre 2022.
| N. |                         | Ruolo | Calciatore        |
| -- | ----------------------- | ----- | ----------------- |
| 1  | Portogallo (bandiera)   | P     | Tiago Silva       |
| 4  | Ruanda (bandiera)       | D     | Ange Mutsinzi     |
| 5  | Burkina Faso (bandiera) | C     | Abdoul Bandaogo   |
| 6  | Portogallo (bandiera)   | C     | Martim Maia       |
| 7  | Portogallo (bandiera)   | C     | Traquina          |
| 8  | Portogallo (bandiera)   | C     | Andrezinho        |
| 10 | Angola (bandiera)       | C     | Vanilson          |
| 11 | Angola (bandiera)       | C     | Daniel Liberal    |
| 14 | Portogallo (bandiera)   | D     | Simão Martins     |
| 16 | Angola (bandiera)       | C     | Benedito Mukendi  |
| 17 | Mali (bandiera)         | C     | Issoufi Maïga     |
| 18 | Brasile (bandiera)      | C     | Welves            |
| 19 | Paesi Bassi (bandiera)  | A     | Stevy Okitokandjo |
| 21 | Portogallo (bandiera)   | D     | Marcos Valente    |

| N. |                       | Ruolo | Calciatore       |
| -- | --------------------- | ----- | ---------------- |
| 27 | Portogallo (bandiera) | P     | Miguel Santos    |
| 29 | Portogallo (bandiera) | C     | Vasco Rocha      |
| 30 | Angola (bandiera)     | C     | Djalma Campos    |
| 33 | Brasile (bandiera)    | A     | Pachu            |
| 36 | Brasile (bandiera)    | D     | Caio Marcelo     |
| 44 | Portogallo (bandiera) | D     | Rúben Pereira    |
| 48 | Portogallo (bandiera) | D     | Tiago Manso      |
| 55 | Portogallo (bandiera) | C     | Tiago André      |
| 56 | Portogallo (bandiera) | C     | Eduardo Schürrle |
| 57 | Brasile (bandiera)    | D     | Pablo Maldini    |
| 85 | Portogallo (bandiera) | C     | Vilson Caleir    |
| 97 | Portogallo (bandiera) | C     | Youcef Bechou    |
|    | Portogallo (bandiera) | D     | Duarte Carvalho  |
|    | Brasile (bandiera)    | C     | Mateus Sarará    |

## Rosa 2021-2022
Aggiornata al 26 novembre 2021.
| N. |                       | Ruolo | Calciatore          |
| -- | --------------------- | ----- | ------------------- |
| 1  | Portogallo (bandiera) | P     | Rogério Santos      |
| 4  | Ruanda (bandiera)     | D     | Ange Mutsinzi       |
| 5  | Portogallo (bandiera) | D     | Lionn               |
| 7  | Portogallo (bandiera) | A     | Adilson Silva       |
| 8  | Portogallo (bandiera) | C     | Andrezinho          |
| 9  | Portogallo (bandiera) | A     | Bruno Moreira       |
| 10 | Portogallo (bandiera) | C     | Bruno Almeida       |
| 11 | Angola (bandiera)     | C     | Daniel Liberal      |
| 14 | Portogallo (bandiera) | D     | Simão Martins       |
| 16 | Angola (bandiera)     | C     | Benedito Mukendi    |
| 17 | Zambia (bandiera)     | C     | Abel Kanyamuna      |
| 18 | Francia (bandiera)    | C     | Elias Achouri       |
| 19 | Senegal (bandiera)    | C     | Barthélémy Diedhiou |
| 20 | Brasile (bandiera)    | C     | Gustavo Furtado     |

| N. |                       | Ruolo | Calciatore       |
| -- | --------------------- | ----- | ---------------- |
| 23 | Brasile (bandiera)    | C     | Matheus Índio    |
| 26 | Portogallo (bandiera) | D     | João Faria       |
| 29 | Portogallo (bandiera) | C     | Vasco Rocha      |
| 31 | Brasile (bandiera)    | P     | Rodrigo Moura    |
| 33 | Brasile (bandiera)    | A     | Pachu            |
| 34 | Portogallo (bandiera) | D     | João Paulo       |
| 36 | Brasile (bandiera)    | D     | Caio Marcelo     |
| 38 | Portogallo (bandiera) | P     | Rafael Alves     |
| 45 | Portogallo (bandiera) | D     | Tito Júnior      |
| 55 | Portogallo (bandiera) | C     | Tiago André      |
| 80 | Brasile (bandiera)    | D     | Keffel           |
| 83 | Portogallo (bandiera) | C     | Rodrigo Ferreira |
|    | Portogallo (bandiera) | D     | Tomás Oliveira   |

## Rosa 2020-2021
Aggiornata al 25 gennaio 2021.
| N. |                       | Ruolo | Calciatore       |
| -- | --------------------- | ----- | ---------------- |
| 1  | Portogallo (bandiera) | P     | Serginho         |
| 2  | Portogallo (bandiera) | D     | Edú Silva        |
| 6  | Portogallo (bandiera) | C     | Diogo Silva      |
| 7  | Portogallo (bandiera) | C     | Bruno Messi      |
| 9  | Portogallo (bandiera) | A     | Adilson Silva    |
| 10 | Brasile (bandiera)    | C     | Yohan Miranda    |
| 11 | Angola (bandiera)     | C     | Daniel Liberal   |
| 12 | Portogallo (bandiera) | P     | Manu             |
| 13 | Portogallo (bandiera) | D     | Mika             |
| 14 | Portogallo (bandiera) | D     | Simão Martins    |
| 16 | Angola (bandiera)     | C     | Benedito Mukendi |
| 17 | Ghana (bandiera)      | C     | Valter Zacarias  |

| N. |                       | Ruolo | Calciatore    |
| -- | --------------------- | ----- | ------------- |
| 19 | Brasile (bandiera)    | A     | Alan Júnior   |
| 23 | Brasile (bandiera)    | C     | Matheus Índio |
| 26 | Portogallo (bandiera) | D     | João Faria    |
| 29 | Portogallo (bandiera) | C     | Vasco Rocha   |
| 34 | Portogallo (bandiera) | D     | João Paulo    |
| 45 | Portogallo (bandiera) | D     | Tito Júnior   |
| 70 | Colombia (bandiera)   | C     | Yair Castro   |
| 79 | Portogallo (bandiera) | C     | Paulo Campos  |
| 80 | Brasile (bandiera)    | D     | Keffel        |
| 98 | Portogallo (bandiera) | P     | Carlos Alves  |
| 99 | Portogallo (bandiera) | A     | João Paredes  |
|    | Portogallo (bandiera) | C     | Luís Santos   |

## Palmarès

### Competizioni nazionali
- Segunda Liga: 1

2007-2008
- Campeonato de Portugal: 1

2020-2021
- Terceira Divisão: 1

1991-1992

### Altri piazzamenti
- Segunda Liga:

Terzo posto: 2010-2011

## Rose delle stagioni precedenti
- 2008-2009